# Irządze (przystanek kolejowy)
Irządze – zlikwidowany przystanek kolejowy i ładownia w Ciechanowie na linii kolejowej Krzelów – Leszno Dworzec Mały, w powiecie górowskim, w województwie dolnośląskim, w Polsce.